# بطولة باوليستا 1995
بطولة باوليستا 1995 هو موسم من بطولة باوليستا. كان عدد الأندية المشاركة فيه 16، وفاز فيه نادي كورينثيانز. هداف الموسم باولينيو مكلارين من فريق بورتوغيزا.